# بومادران طالقانی
 بومادران طالقانی (نام علمی: Achillea talagonica) نام یک گونه از سرده بومادران است.